# Rosica Dimitrowa
Rosica Dimitrowa (bułg. Росица Димитрова; ur. 21 lutego 1955 w Sofii) – bułgarska siatkarka, medalistka olimpijska.
Uczestniczka turnieju siatkarskiego podczas igrzysk olimpijskich w Moskwie. Wraz z drużyną narodową zdobyła brązowy medal olimpijski; Dimitrowa zagrała w czterech spotkaniach.
Dimitrowa jest również mistrzynią Europy z 1981 roku.